# Clemens Brentano
Clemens Maria Brentano, pseudonimo di Clemens Wenzeslaus Brentano de La Roche (Ehrenbreitstein, 9 settembre 1778 – Aschaffenburg, 28 luglio 1842), è stato uno scrittore, poeta e viaggiatore tedesco di origine italiana, esponente del Romanticismo.

## Biografia

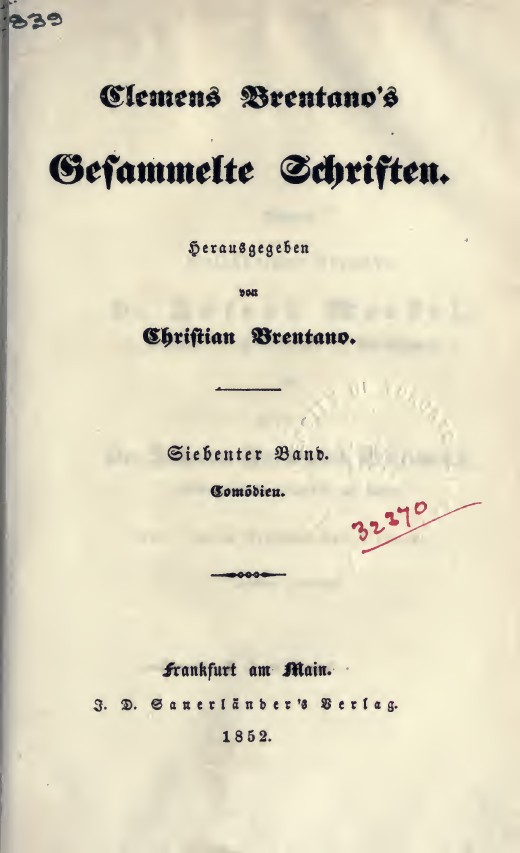
Comödien (1852)

Clemens Brentano era il secondo figlio di Pietro Antonio Brentano, della famiglia dei Brentano di Tremezzo, località sulla costa occidentale del lago di Como e di Maximiliane von Laroche, nipote di Sophie von La Roche; era il fratello di Bettina Brentano von Arnim.
La sua istruzione venne affidata ad una scuola cattolica, ma egli seguirà anche viaggi a fine istruttivo a Berlino ed altre città tedesche. A diciotto anni fu mandato a Halle per studiare economia.
Mostrò fin dall'infanzia una spiccata inclinazione alla solitudine e alla fantasticheria, fattori sempre riscontrabili nelle future opere. Lasciò l'università di Halle per proseguire disordinatamente ma in maniera continua gli studi letterari, riuscendosi a legare e stringere amicizie con i maggiori esponenti del romanticismo tedesco. 
Venendo a contatto con la corrente letteraria romantica, che in quegli anni si stava espandendo in tutta Europa, cominciò ufficialmente la sua carriera scrivendo numerosi racconti, al fine di rivalorizzare le antiche leggende tedesche, famose sono infatti le raccolte di questo tipo.
Brentano non si dedicò solo alle leggende, ma anche a ricette, tradizioni e usanze della Germania contadina. In una raccolta venne anche inserita la leggenda della Lorelei, tramandata dalle popolazioni del Reno, secondo la quale su uno scoglio realmente esistente nel mezzo del fiume, una sirena con il suo magnifico canto attirasse i pescatori e li facesse naufragare a causa delle forti correnti di quella zona. Il mito è una spiegazione leggendaria delle forti correnti di un certo tratto del fiume.
Nel 1800 pubblicò Godwi, ovvero il ritratto lapideo della madre, opera importante per la conoscenza dell'uomo e dello scrittore, includente alcune tra le liriche più significative della letteratura tedesca.
Amò follemente, così traspare dalle sue opere, Sophie Mereau, che dopo molte resistenze riuscì a sposare nel 1803; ma solo tre anni più tardi ella morì di parto.
Divenne intimo amico del cognato, Achim von Arnim, il quale aveva sposato la sorella di Brentano, Bettina, e fu con lui a Berlino dove lavorò intensamente al movimento politico-letterario che doveva preparare la riscossa dello spirito nazionale, scrivendo inni e canzoni.
Fu un instancabile viaggiatore e autore di numerose fiabe, romanzi, novelle e impressioni di viaggio.
Durante l'anno 1814 lo scrittore si recò a Berlino per occuparsi di architettura, di matematica, di pittura senza però trovare mai uno sbocco soddisfacente.
Nel 1818 si recò a conoscere Anna Katharina Emmerick, monaca canonichessa regolare di sant'Agostino, famosa veggente oggi beata, ma fu talmente colpito da questa donna che rimase lì sei anni, fino alla morte di lei, per raccoglierne le visioni, che pubblicò poi in una grande opera sulla Passione di Cristo, la Das bittere Leiden unseres Herrn Jesu Christi ("L'amara Passione di Nostro Signor Gesù Cristo").
Brentano perseguì a livello letterario il genere fiabesco, anche se raggiunse l'apice creativo nelle liriche, capolavori di lieve musicalità e interiorità

## Opere
- (DE) Comödien, Frankfurt am Main, J. D. Sauerlander, 1852.
- (DE) Geistliche Lieder, Frankfurt am Main, J. D. Sauerlander, 1852.
- (DE) Gesammelte Briefe von 1795 bis 1842, vol. 1, Frankfurt am Main, J. D. Sauerlander, 1855.
- (DE) Gesammelte Briefe von 1795 bis 1842, vol. 2, Frankfurt am Main, J. D. Sauerlander, 1855.
- (DE) Gründung Prags, Frankfurt am Main, J. D. Sauerlander, 1852.
- (DE) Kleine Schriften, vol. 1, Frankfurt am Main, J. D. Sauerlander, 1852.
- (DE) Kleine Schriften, vol. 2, Frankfurt am Main, J. D. Sauerlander, 1852.
- (DE) Romanz vom Rosenkranz, Frankfurt am Main, J. D. Sauerlander, 1852.
- (DE) Weltliche Gedichte, Frankfurt am Main, J. D. Sauerlander, 1852.